# Гречкин, Алексей Александрович
Алексе́й Алекса́ндрович Гре́чкин (27 марта 1893, Карпёнка, Самарская губерния — 30 августа 1964, Москва) — советский военачальник, генерал-лейтенант (9 октября 1943).

## Биография
Родился в селе Карпенка (ныне — в Краснокутском районе Саратовской области). В 1910 году окончил учительскую школу в селе Дьяковка Новоузенского уезда Самарской губернии, затем работал учителем.
Служил в Русской императорской армии с августа 1914 года, служил в запасном батальоне лейб-гвардии Измайловского полка до мая 1915 года, там окончил учебную команду и стал младшим унтер-офицером. Окончил 3-ю Петроградскую школу прапорщиков. Участник Первой мировой войны. Служил в 228-м пехотном Задонском полку 57-й пехотной дивизии: младший офицер, начальник разведывательной команды, командир роты. Воевал с полком на Западном фронте (в том числе участвовал в сражении в районе крепости Осовец), затем на Румынском фронте и на Юго-Западном фронте на реке Стоход. В 1917 году после Февральской революции был избран солдатами командиром батальона и членом полкового солдатского комитета, в том же году произведён в чин штабс-капитана. В январе 1918 года демобилизован.
Вернулся в родные края, вновь работал учителем в сельских школах Карпенка и Фроловка Новоузенского уезда. С марта 1918 года учился на курсах внешкольного образования при университете Шанявского в Москве.
В Красной Армии с августа 1918 года, доброволец. Участвовал в Гражданской войне. Сначала был назначен помощником комиссара штаба Советской Донской республики, в том же августе переведён в состав команды поезда Наркомвоенмора Республики Л. Д. Троцкого состоять для поручений. С октября 1918 — помощник начальника инспекторского отделения штаба 9-й армии. С ноября 1918 — командир запасного батальона в Борисоглебске и Кирсанове. В мае 1919 года назначен начальником обороны Моршанского уезда, участвовал в боях с частями 4-го Донского конного корпуса генерала К. К. Мамонтова. С ноября 1919 года воевал на Южном фронте: начальник армейского депо 9-й армии, с мая 1920 командир армейского запасного полка 9-й Кубанской армии. Полк в полном составе участвовал в ликвидации Улагаевского десанта, боролся с бандитизмом на Кубани.
В межвоенный период с октября 1921 года А. А. Гречкин служил в Северо-Кавказском военном округе в 37-й отдельной стрелковой бригаде (Новочеркасск) помощником командира бригады. С декабря 1921 — командир 111-го стрелкового полка 31-й отдельной стрелковой бригады. С июня 1922 года — помощник командира 37-го стрелкового полка 13-й стрелковой дивизии этого же округа (Махачкала), с июля 1923 года — командир Ростовского отдельного караульного батальона. С июня 1924 года — помощник командира и временно исполняющий должность командира 64-го стрелкового полка 22-й стрелковой дивизии СКВО (Армавир). В 1926 году окончил Стрелково-тактические курсы усовершенствования комсостава РККА «Выстрел» имени Коминтерна. С июля 1926 года — командир 9-го Туркестанского стрелкового полка 3-й Туркестанской стрелковой дивизии. В апреле-июле 1931 года, командуя полком, участвовал в борьбе против басмачества в Туркестане. С января 1932 года — помощник командира и временно исполняющий должность командира 15-й стрелковой дивизии Украинского военного округа. 26 ноября 1935 года при введении персональных воинских званий начальствующего состава РККА А. А. Гречкину присвоено звание «комбриг». С марта 1936 года — начальник отдела военной подготовки учащихся в Киевском военном округе. С сентября 1938 года — помощник командира 13-го стрелкового корпуса. В 1939 году окончил Курсы усовершенствования высшего начальствующего состава при Академии Генерального штаба РККА. Участвовал в походе РККА в Западную Украину в сентябре 1939 года, находился в распоряжении Военного совета Украинского фронта.
С декабря 1939 года комбриг Гречкин — командир 1-й стрелковой дивизии Финской народной армии. Участник Советско-финской войны (1939—1940). 4 июня 1940 года, после установления в РККА генеральских званий, А. А. Гречкину присвоено воинское звание «генерал-майор». С июля 1940 года — помощник командующего войсками Северо-Кавказского военного округа по ВУЗам.

## Участие в Великой Отечественной войне
В первые месяцы Великой Отечественной войны, оставаясь на этой должности А. А. Гречкин возглавлял руководство работами по созданию Миусского оборонительного рубежа, оборонительных обводов вокруг города Ростов-на-Дону.
В период с 3 августа по 4 сентября 1941 года А. А. Гречкин — временно исполняющий должность командующего войсками Северо-Кавказского военного округа.
В октябре назначен командующим оперативной группой 56-й отдельной армии Южного фронта, которая участвовала в Ростовской оборонительной операции. Вслед за ней началась Ростовская наступательная операция с целью разгромить немецкую 1-ю танковую армию, войска которой к тому времени захватили значительную часть Донбасса и вышли на подступы к Ростову. Это создавало угрозу прорыва противника на Северный Кавказ. 56-й отдельной армии ставилась задача — прочно удерживать район городов Новочеркасск, Ростов-на-Дону, а при успешном наступлении войск Южного фронта — нанести удар в северо-западном направлении. В связи с большой шириной полосы обороны армии (до 140 км) армейской оперативной группе под командованием А. А. Гречкина пришлось в тяжелейших условиях оборонительного сражения осуществлять манёвр и вести ожесточённые бои с прорвавшимися группировками противника на ростовском направлении. Особенно тяжёлые оборонительные бои соединения оперативной группы вели 17-21 ноября, когда противнику ценой больших потерь удалось захватить город, и войска армии были вынуждены отойти на левый берег реки Дон. С 23 ноября 56-я армия была включена в состав Закавказского фронта. В Ростовской наступательной операции войска армии и её армейская оперативная группа под командованием А. А. Гречкина во взаимодействии с 9-й армией Южного фронта освободили Ростов-на-Дону.
31 декабря 1941 года генерал Гречкин был назначен командующим 1-й сапёрной армией, но в должность он не вступил, продолжая командовать войсками армейской оперативной группы. В январе этот приказ был отменён.
В июне 1942 года А. А. Гречкин назначен заместителем командующего 24-й армией Южного фронта. С 28 августа 1942 года — командир 318-й горнострелковой дивизии 47-й армии, участвовавшей в оборонительных сражениях битвы за Кавказ. С 28 декабря 1942 года — командир 16-го стрелкового корпуса, с 4 февраля 1943 года был назначен заместителем командующего войсками 47-й армии. На этом посту А. А. Гречкину было поручено формирование и командование оперативной группой 47-й армии по формированию, подготовке и высадке морского десанта в составе двух стрелковых корпусов, двух стрелковых дивизий и других армейских частей южнее города Новороссийск. С 27 февраля 1943 года — командир 20-го десантно-стрелкового корпуса. С 26 марта 1943 года — командующий десантной группой войск 18-й армии Закавказского фронта. Участник наступательного этапа битвы за Кавказ.
С 20 июня 1943 года — командующий 9-й армией Северо-Кавказского фронта, которая вела оборонительные бои, а в сентябре-октябре 1943 года приняла участие в Новороссийско-Таманской наступательной операции. 9 октября 1943 года А. А. Гречкину присвоено звание «генерал-лейтенант».
С 30 ноября 1943 года — командующий 28-й армией 4-го Украинского фронта, которая участвовала в Никопольско-Криворожской, а в составе 3-го Украинского фронта — в Березнеговато-Снигирёвской наступательных операциях. В ходе Березнеговато-Снигирёвской операции войска армии под командованием А. А. Гречкина освободили на Правобережной Украине большое количество населённых пунктов, среди них города Херсон и Николаев.
С 20 мая 1944 года — заместитель командующего войсками 3-го Прибалтийского фронта и в этой должности принимал участие в Псковско-Островской, Тартуской и Рижской наступательных операциях. Координируя действия корпусов и армий, А. А. Гречкин показал себя волевым и храбрым генералом, прекрасно понимающим характер современного боя и операций, твёрдо управляющим порученными ему войсками. 16 октября 1944 года 3-й Прибалтийский фронт был упразднён и А. А. Гречкин направлен в распоряжение Главного управления кадров Народного комиссариата обороны, с февраля 1945 года — в распоряжении Военного совета 1-го Украинского фронта.
После войны продолжил службу. С мая 1945 года командовал 48-м стрелковым корпусом, вскоре под его командованием переброшенном в Львовский военный округ. С мая по июль 1946 — командир 73-го стрелкового корпуса в Прикарпатском военном округе. С октября 1946 — помощник начальника Высших стрелково-тактических курсов усовершенствования комсостава РККА «Выстрел» по тактической подготовке, с февраля 1951 года — начальник специального факультета ускоренной подготовки Военного института иностранных языков. С июня 1954 года в отставке.
Скончался в Москве 30 августа 1964 года. Урна с прахом захоронена в колумбарии Новодевичьего кладбища.

## Награды
- Орден Ленина (21.02.1945[2])
- Пять орденов Красного Знамени (16.11.1931, 13.12.1942, 05.08.1944, 03.11.1944[2], 20.06.1949[2])
- Орден Кутузова I степени (09.10.1943)
- Орден Богдана Хмельницкого I степени(19.03.1944)
- Орден Суворова II степени (25.05.1945)
- медали